# Équipe d'Afrique du Sud de rugby à XIII
L'équipe d'Afrique du Sud de rugby à XIII, surnommée les « Rhinos » est l'équipe qui représente l'Afrique du Sud dans les principales compétitions internationales du rugby à XIII. Elle a participé à deux reprises à la Coupe du monde en 1995 et 2000.
Après des démarrages difficiles, dus notamment à des considérations politiques, le rugby à XIII se développe assez tardivement dans la République sud-africaine. Il prend son envol véritablement dans les années 1990.
Fin des années 2010, l'Afrique du sud aura été la seule sélection africaine présente en coupe du monde , et cela à deux reprises. Si elle est la meilleure nation africaine, elle est supplantée dans sa zone RLIF (Moyen Orient-Afrique) par le Liban, son puissant rival, qui dispose d'heritage players.
L'année 2020 donne une chance aux « Rhinos »  de recouvrir le haut niveau, en disputant le Championnat du Moyen-Orient et d'Afrique, qui sera qualificatif pour la coupe du monde après 2021.

## Histoire: des sélections officieuses
L'histoire de l'équipe nationale masculine de l'équipe d'Afrique du Sud de rugby à XIII est liée étroitement à l'histoire de l'introduction de ce sport en République Sud Africaine.
Plusieurs tentatives d'implantation de ce sport eurent lieu dans les années 50-60, mais elles se heurtèrent à la forte opposition de la puissante Fédération Sud Africaine de rugby à XV . Une Tournée en 1963 en Australie et Nouvelle-Zélande est organisée mais est sans lendemain.
En 1957, un homme d'affaires, Ludwig Japhet, réussit à convaincre les dirigeants français et britanniques d'organiser une tournée dans le pays; Trois matches exhibitions furent ainsi remportés par les britanniques qui se disputèrent à Benoni (61-41), Durban (32-13) et à East London (69-11) .
Mais le rugby à XIII est proscrit par le régime de l'Apartheid,, il faudra donc attendre la fin de ce dernier pour que naisse une véritable équipe nationale.

## Les années  2000: la vraie (re)naissance d'une nation treiziste
Comme pour beaucoup de nations émergentes ou « ressuscitées », l'Afrique du Sud reprend pied dans le XIII international en disputant d'abord des tournois de rugby à IX. Ainsi elle envoie une première sélection d'une trentaine de joueurs au tournoi de rugby à IX de Venise, qui se dispute également dans les villes de Monselice et Este, le week-end du 10 et 11 juin 2006, mais aussi pour disputer un véritable test-match contre l'Italie à XIII.

## Afrique du Sud et Coupe du monde: un difficile apprentissage
L'Afrique du sud participe à sa première coupe du monde en 1995  en Grande-Bretagne. Force est de constater qu'elle hérite d'une poule très relevée. Elle fait partie de la « poule 1 »  et commence la compétition par une défaite 52 à 6 face aux Fidji. Sans surprise, elle s'effondre face au futur champion du monde, l'Australie : les débutants perdent ainsi 86-6. Enfin, ils perdent contre les futurs finalistes anglais sur le score de 46 à 0. L'équipe est alors menée par le coach Tony Fisher, avec une sélection jouant principalement en Australie et en Angleterre, dans les divisions inférieures. En arrivant dernière de la poule, elle est éliminée de la coupe du monde.
En l'an 2000, l'Afrique du Sud participe à sa seconde coupe du monde, disputée au Royaume-Uni et en France. Mais cette fois-ci, alors qu'elle est composée d'une proportion plus importante de joueurs jouant dans le championnat national, elle ne brille guère plus. Elle est versée dans la « poule 3 », la seule disputée en France. Son premier match à Charléty  se solde par une défaite contre le Tonga (66-10). Elle semble cependant se ressaisir face à la Papouasie-Nouvelle Guinée ; elle ne perd alors que 16 à 00 à Toulouse, au stade des Sept Deniers.
Mais lors de son dernier match, face à la nation hôte à Albi, au Stadium municipal  elle perd également sur un score comparable 56 à 6.
L'Afrique du Sud n'arrivera pas à se qualifier aux éditions suivantes, notamment la Coupe du monde 2008, pour laquelle elle ne participe même pas aux éliminatoires.
En 2013, elle échoue à ces mêmes éliminatoires en terminant dernière de sa poule derrières deux nations montantes : les États-Unis et la Jamaïque.
En 2015, elle échoue à ces mêmes éliminatoires face au Liban, en perdant les deux confrontations.
De la même façon, en 2019, les Rhinos échouent aux portes de la qualification de la coupe du monde de 2021, en étant très largement battus par les Îles Cook.
L'année 2022 sera peut être l'occasion pour le pays de retrouver la Coupe du monde, car il est probable qu'il organise une partie des matchs du Championnat du Moyen-Orient et d'Afrique et qu'il y participe. Un tournoi qui sera qualificatif pour la Coupe du monde de 2025.

## Joueurs notables
Gideon Watts, le seul marqueur d'essai de la coupe du monde 1995 face à l’Australie et Jamie Bloem (des Halifax Blue Sox) meilleur marqueur de points (6) lors de la coupe du monde de 2000.